# Jerrie Cobb
Geraldyn M. Cobb, mais conhecida por Jerrie Cobb (Norman, Oklahoma, 5 de março de 1931 – Greater Sun Center, Florida, 18 de março de 2019) foi uma aviadora estadunidense. Ela foi uma das integrantes de um grupo que ficou conhecido como Mercury 13, no qual 13 mulheres passaram no árduo teste físico da NASA para serem astronautas, tendo sido a primeira a ser aprovada.

## Prêmios e Honrarias
- Amelia Earhart Gold Medal of Achievement
- Woman of the Year in Aviation
- Pilot of the Year pela National Pilots Association
- Gold Wings of the Fédération Aéronautique Internationale, Paris, France
- Nomeada "Captain of Achievement" pela International Academy of Achievement
- 1973 - Harmon International Trophy[2][3]
- Induzida ao Oklahoma Hall of Fame
- Pioneer Woman Award
- 1979 - Bishop Wright Air Industry Award por suas "contribuições humanitárias a aviação moderna".[4]
- 1981 - Indicada ao Prêmio Nobel pelo seu trabalho humanitário na América do Sul.[5]
- 2000 - Induzida ao "Women in Aviation International Pioneer Hall of Fame".[6]
- 2007 - Título de Doutor honoris causa em Ciência pela University of Wisconsin–Oshkosh.[7]
- 2012 - Induzida ao National Aviation Hall of Fame.[5]